# Osteochilichthys
Osteochilichthys is een geslacht van straalvinnige vissen uit de familie van Cyprinidae (Eigenlijke karpers).

## Soorten
- Osteochilichthys brevidorsalis (Day, 1873)
- Osteochilichthys thomassi (Day, 1877)